# 전국체육대회 우승기, 2위기, 3위기
전국체육대회 우승기, 2위기, 3위기(全國體育大會 優勝旗, 二位旗, 三位旗)는 서울특별시 노원구 한국체육박물관에 있는, 1961년부터 1995년까지 34년 동안 사용한 우승기이다. 2012년 8월 13일 대한민국의 국가등록문화재 제499호로 지정되었다.

## 지정 사유
1961년부터 1995년까지 34년 동안 사용한 우승기로서, '전국체육대회, 우승, 사단법인 대한체육회'라고 적혀있으며, 중앙에는 '체(體)', 그리고 그 둘레에는 'KOREAN AMATEUR ATHLETIC ASSOCIATION'이라고 적혀있다.
우승기는 자주색, 2위와 3위기는 감청색으로, 깃봉 옆에는 우승한 시도의 이름이 적혀있는 리본이 함께 묶여있어, 우리나라 전국체육대회 우승기의 변천과 특징을 보여주는 유물이다.

## 참고 자료
- 전국체육대회 우승기, 2위기, 3위기 - 국가유산청 국가유산포털